# ディーレック
株式会社ディーレック（英称：D-REC）は、テレビ番組の制作会社である。主に関西テレビの番組を手がける。

## 所属スタッフ
- 木邑裕介（代表者兼ディレクター）
- 津田真吾（ディレクター／EXPRESS CR⇒）
- 杉浦圭太（ディレクター）
- 川井大輔（ディレクター）
- 橋本慈之 (ディレクター)
- 早浪 賢 （ディレクター）
- 竹本剛志 (ディレクター)
- 加島あずさ（ディレクター）
- 節田和樹（ディレクター）
- 吾妻真由子（デスク）

## 主な作品

### テレビ番組
（凡例）太字：現在放映中また継続中（特番の場合）の番組・これから放映される番組。

### VP
- ガガガと響く神戸の街 〜コザック前田&ガガガSP復活ドキュメント